# Arrondissement d'Osnabrück (Ems)
Pour l’arrondissement actuel, voir Arrondissement d'Osnabrück.

L'Arrondissement d'Osnabrück

L'arrondissement d'Osnabrück est une ancienne subdivision administrative française du département de l'Ems-Supérieur créée le 1er janvier 1811 et supprimée le 11 avril 1814.

## Composition
L'arrondissement d'Osnabrück comprenait les cantons de Bad Essen, Bad Iburg, Bramsche, Dissen am Teutoburger Wald, Lengerich, Melle, Osnabrück (deux cantons), Ostbevern, Ostercappeln, Tecklenburg et Versmold.